# Зімніков Олег Олександрович
Оле́г Олекса́ндрович Зі́мніков (* 1988) — сержант Збройних сил України, учасник російсько-української війни.

## З життєпису
Народився 1988 року. В часі російсько-української війни служив у 92-й ОМБР. Учасник боїв за Щастя; зазнав контузії в боях під Іловайськом та довго лікувався.
Випускник Військового інституту танкових військ НТУ «ХПІ».
Спортом займається з дитинства, бігати не припиняв навіть на передовій. Готуючись до «Ігор нескорених», щодня пробігав до 20 км.
Ігри нескорених-2017 — золота нагорода..
Призер Cateran Youp 2019. Багаторазовий призер чемпіонатів ЗСУ з біатлону, легкої атлетики та спортивного орієнтування.

## Нагороди
- Орден «За заслуги» III ступеня[2]